# Phyllopsora furfuracea
Phyllopsora furfuracea är en lavart som först beskrevs av Christiaan Hendrik Persoon, och fick sitt nu gällande namn av Alexander Zahlbruckner. Phyllopsora furfuracea ingår i släktet Phyllopsora och familjen Ramalinaceae.   Inga underarter finns listade i Catalogue of Life.